# Lirceolus smithii
Lirceolus smithii är en kräftdjursart som först beskrevs av Ulrich 1902.  Lirceolus smithii ingår i släktet Lirceolus och familjen sötvattensgråsuggor. Inga underarter finns listade i Catalogue of Life.